# Andrézieux-Bouthéon
Andrézieux-Bouthéon is een gemeente in het Franse departement Loire (regio Auvergne-Rhône-Alpes). De plaats maakt deel uit van het arrondissement Montbrison. Andrézieux-Bouthéon telde op 1 januari 2022 10.312 inwoners.

## Geschiedenis
De gemeente is ontstaan door de fusie van de gemeenten Andrézieux en Bouthéon in 1965. Na de fusie werd de gemeente verder ontwikkeld met de aanleg van een industrieterrein van 120 hectare, de bouw van een nieuwe wijk tussen de twee kernen (La Chapelle) en van een sportterrein van zes hectare tussen de woonkernen en het industrieterrein.

## Geografie
De oppervlakte van Andrézieux-Bouthéon bedroeg op 1 januari 2022 16,28 vierkante kilometer; de bevolkingsdichtheid was toen 633,4 inwoners per km².
De gemeente ligt op de rechteroever van de Loire, in het zuiden van de vlakte van Forez. De Furan stroomt door de gemeente en mondt er uit in de Loire. Het oude centrum van Bouthéon ligt in het noorden van de gemeente; het oude centrum van Andrézieux ligt in het zuidwesten op de rechteroever van Furan.
Andrézieux-Bouthéon ligt op dertien kilometer van Saint-Étienne.

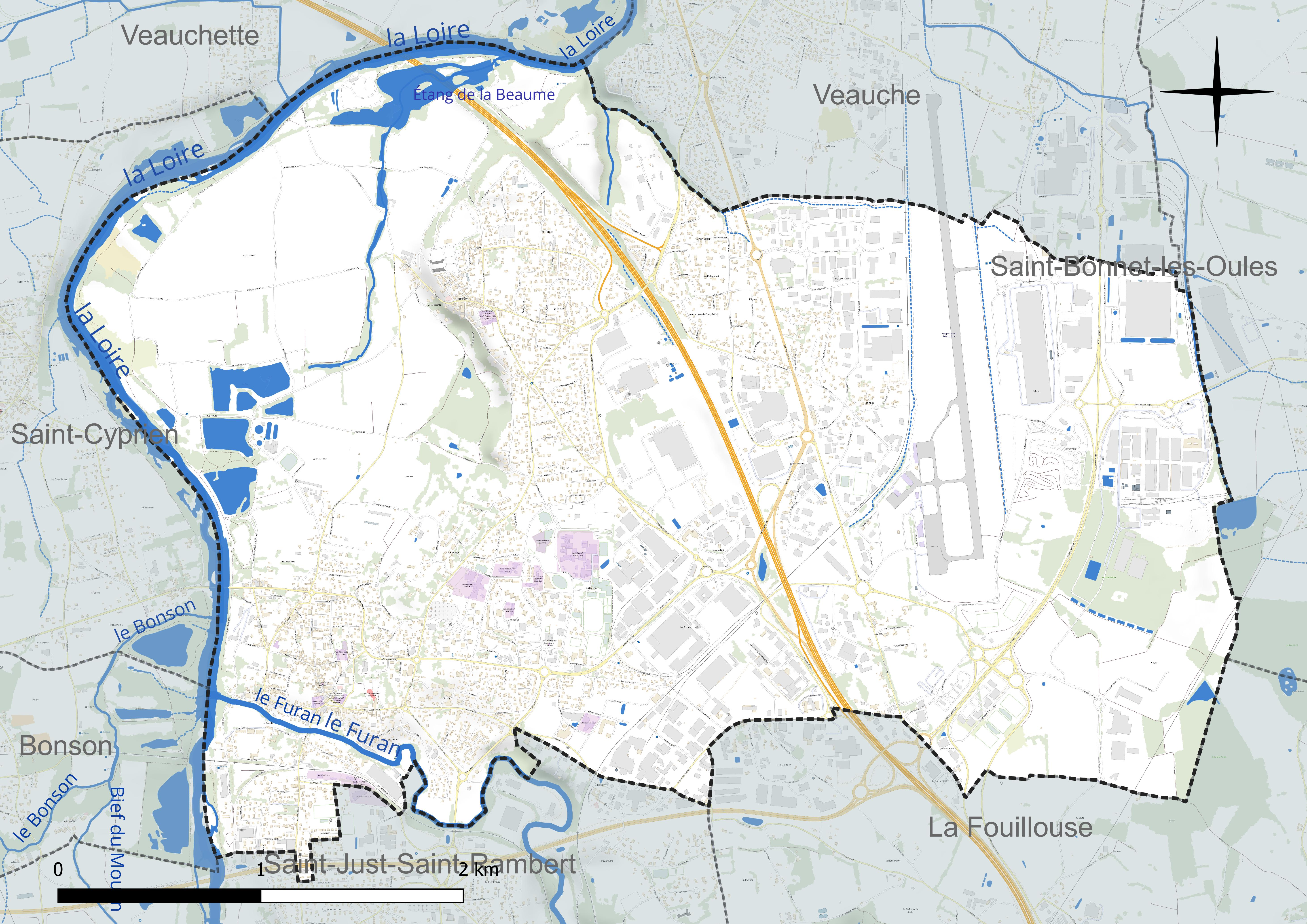
Kaart van de gemeente met de belangrijkste infrastructuur, bodemgebruik en omliggende gemeenten

## Demografie
Onderstaande figuur toont het verloop van het inwonertal.

## Verkeer en vervoer
De luchthaven Aéroport de Saint-Étienne-Loire ligt in de gemeente.

## Sport
Sinds 2011 wordt de Open Andrézieux-Bouthéon 42 georganiseerd, een ITF-tornooi voor vrouwelijke tennissers op hardcourt.

## Bezienswaardigheden
Aventure du Train is een spoorwegmuseum geopend in 2021 over de geschiedenis van de Spoorlijn Saint-Étienne - Andrézieux, de eerste spoorlijn op het Europese vasteland.

Vooral Bouthéon heeft enkele historische bezienswaardigheden: zijn kasteel en de Porte impériale, een stadspoort van de verdwenen stadsmuur.

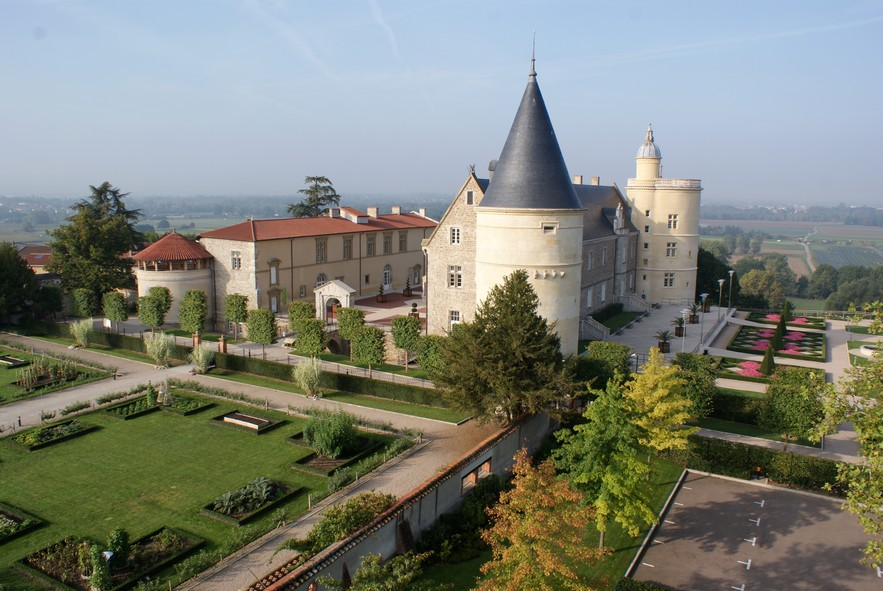
Kasteel van Bouthéon